# Diósgyőri várjátékok

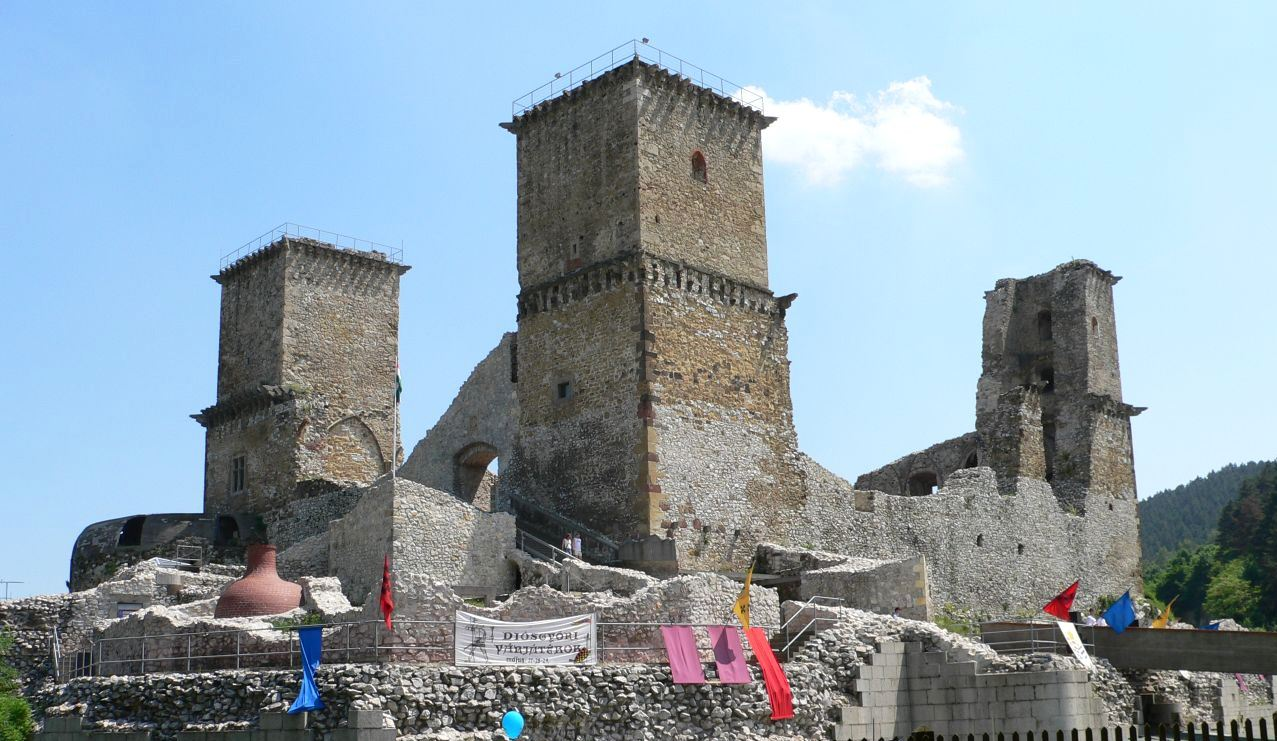
A vár a 2005-ös várjátékok idején

A diósgyőri várjátékokat a miskolci Ifjúsági és Szabadidő Ház 1986 óta évente megrendezi a gyermeknaphoz kötődve, május végén. A diósgyőri vár adottságait kihasználó rendezvény 3–4 napos, rendszerint bábosok produkciói, színházi előadások, nép- és társastánc-bemutatók, mazsorettműsorok, lovas- és íjászbemutatók, versenyek, játszóházak szerepelnek a programban. Ezek köré ilyenkor vásárokat és középkori mesterségek bemutatóit is szerveznek.
A rendezvény ideje alatt folyamatosan látogathatók a diósgyőri vár kiállításai is.
Hasonló rendezvény a minden augusztusban megtartott diósgyőri várnapok (Középkori Forgatag).